# فارست سیتی (جوهور)

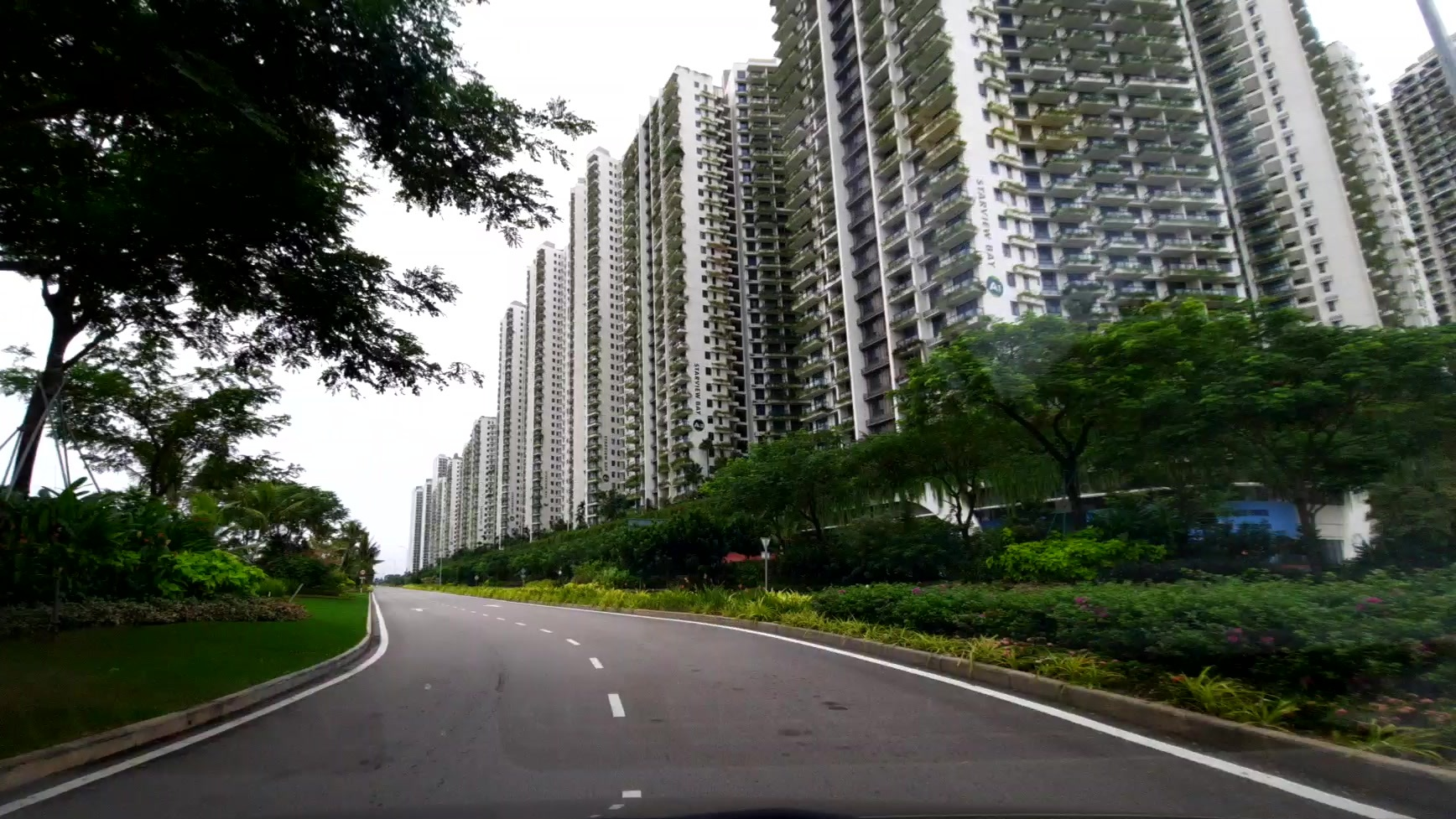
نمای خیابان در فارست سیتی

فارست سیتی یک منطقه توسعه املاک و مستغلات یکپارچه و منطقه ویژه مالی (SFZ) در شهر اسکندر پوتری، ایالت جوهور، مالزی است. این منطقه ساحلی در جنوب غربی ناحیه جوهور بهرو، دومین ناحیه بزرگ مالزی از لحاظ جمعیت، واقع شده است. اولین بار در سال ۲۰۰۶ به عنوان یک پروژه سرمایه‌گذاری بیست ساله اعلام شد که به‌طور عمده توسط شرکت کانتری گاردن تأمین مالی می‌شد و تحت عنوان ابتکار کمربند و جاده مطرح شده بود. در سال ۲۰۲۴، فارست سیتی توسط دولت به عنوان اولین منطقه آزاد تجاری معاف از مالیات مالزی تعیین شده است که در درجه اول خدمات تجاری جهانی، موسسات بانکداری و شرکت‌های فناوری مالی را به خود جذب می‌کند.
مراسم آن در سال ۲۰۱۶ توسط نجیب رزاق، نخست‌وزیر وقت مالزی، با نظر موافق سلطان سلطان ابراهیم اسماعیل، سلطان جوهور برگزار شد. فارست سیتی یک سرمایه‌گذاری مشترک بین شرکت اسپلاندا دانگا ۸۸، وابسته به شرکت تابعه حکومت ایالتی کومپولان پراسارانا راکیات جوهور (KPRJ)، از طریق یک سرمایه‌گذاری مشترک با هلدینگ کانتری گاردن (CGPV) است که ۶۰ درصد سهام آن متعلق به هلدینگ کانتری گاردن و ۴۰ درصد دیگر متعلق به کومپولان پراسارانا راکیات جوهور است. فارست سیتی تحت مدیریت شورای شهر اسکندر پوتری و سازمان توسعه منطقه‌ای اسکندر است.
سیر تکاملی فارست سیتی بحث‌برانگیز شده است. این پروژه نه برای مالزیایی‌های محلی، بلکه برای شهروندان طبقه متوسط رو به بالای چینی که به دنبال سرمایه‌گذاری ثروت خود در خارج از کشور بودند، با ارائه املاک ساحلی نسبتاً مقرون‌به‌صرفه در مقایسه با شهرهای ساحلی گران‌قیمت در داخل کشورشان مانند شانگهای، در نظر گرفته شده بود. با این حال، فروش قوی دوره اولیه از سوی خریداران چین پس از آنکه شی جین پینگ رهبر این کشور، کنترل‌های ارزی از جمله محدودیت سالانه ۵۰ هزار دلاری برای میزان خرید خریداران در خارج از کشور را اعمال کرد، سقوط کرد. این روند فروش‌ ضعیف با بحران سیاسی مالزی در سال‌های ۲۰۲۲-۲۰۲۰ و همه‌گیری کووید-۱۹ تشدید شد، به طوری که این پروژه در سال ۲۰۲۲ به عنوان " شهر ارواح " توصیف شد این پروژه که در زمین‌های احیا شده، انجام گرفته است به دلیل ایجاد حجم زیادی از تخریب زیستگاه‌ها در حوالی آن، نیز مورد انتقاد قرار گرفته است.